# 拉德蓬
拉德蓬（法語：Radepont，法語發音：[ʁadpɔ̃]）是法国厄尔省的一个市镇，属于莱桑德利区。

## 地理
拉德蓬（49°21'4"N, 1°19'42"E）面积15.81 平方千米，位于法国诺曼底大区厄尔省，该省份为法国北部内陆省份，北起滨海塞纳省，西接奧恩省和卡爾瓦多斯省，南至厄尔-卢瓦省，东临瓦兹省、瓦兹河谷省和伊夫林省。
与拉德蓬接壤的市镇（或旧市镇、城区）包括：昂夫勒维尔莱尚、巴克维尔、博杜安堡、昂代勒河畔杜维尔、昂代勒河畔弗勒里、蓬圣皮埃尔、雷讷维尔、瓦勒多尔热。

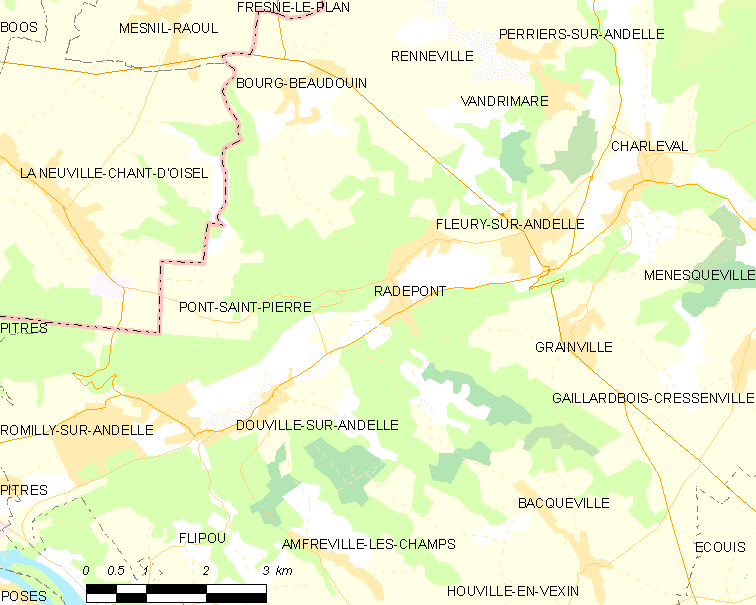
拉德蓬的OSM定位图

拉德蓬的时区为UTC+01:00、UTC+02:00（夏令时）。

## 行政
拉德蓬的邮政编码为27380，INSEE市镇编码为27487。

## 政治
拉德蓬所属的省级选区为昂代勒河畔罗米伊县。

## 人口

1962-2008年间拉德蓬人口变化图示

拉德蓬于2022年1月1日时的人口数量为643人。